# Władysława Jaworska
Władysława Jadwiga Kober-Jaworska (ur. 14 lipca 1910 w Rzeszowie, zm. 7 lipca 2009 w Warszawie) – polska historyczka sztuki.

## Życiorys
W 1928 ukończyła Prywatne Gimnazjum Żeńskie i rozpoczęła studia na Wydziale Romanistyki Uniwersytetu Jagiellońskiego. Równolegle studiowała anglistykę oraz uczęszczała do Szkoły Nauk Politycznych. W 1954 została członkinią Stowarzyszenia Historyków Sztuki. 
Przez wiele lat była pracowniczką Instytutu Sztuki Polskiej Akademii Nauk, na Uniwersytecie Warszawskim wykładała historię sztuki. W latach 1975–78 była przewodniczącą Międzynarodowego Stowarzyszenia Krytyków Sztuki AICA. Następnie dożywotnio pełniła funkcję honorowej przewodniczącej. Przedmiotem badań Władysławy Kober-Jaworskiej było malarstwo polskie i europejskie przełomu XIX i XX wieku. W 1969 opublikowała pracę dotyczącą twórczości Paula Gauguina i działalności szkoły z Port-Avent. Była inicjatorką opublikowania Pamiętnika Tadeusza Makowskiego, napisała monografię Władysława Ślewińskiego oraz prace dotyczące polskich artystów osiadłych we Francji. Inicjowała i przygotowywała wystawy tematycznie związane z malarstwem.
Pochowana na cmentarzu Komunalnym Północnym w Warszawie.

## Odznaczenia
W uznaniu zasług dla polskich i światowej nauki oraz opublikowanie licznych prac związanych z malarstwem i historią sztuki Władysława Kober-Jaworska była wielokrotnie nagradzana i odznaczana m.in. Krzyżem Kawalerskim Orderu Francuskiej Legii Honorowej (1979) oraz Krzyżem Komandorskim Orderu Polonia Restituta (1998).